# Bitwa pod Guinegate (1513)
Bitwa pod Guinegate – starcie zbrojne, które miało miejsce 16 sierpnia 1513 w departamencie Pas-de-Calais we francuskiej Pikardii podczas wojen włoskich. W wyniku bitwy cesarz Maksymilian I oraz król Henryk VIII pokonali wojska francuskie dowodzone przez Ludwika I księcia Longueville. Starcie to nazywane jest w historii także "drugą bitwą o ostrogi".

## Tło konfliktu
W roku 1509 Ludwik XII podjął próbę rozbicia zawiązanej w Wenecji Ligi Cambrai. Król osobiście dowodził armią, pokonując Wenecjan m.in. w bitwie pod Agnadello. W jakiś czas później papież Juliusz II zawiązał w roku 1511 antyfrancuską Ligę Świętą wraz z Hiszpanią oraz Szwajcarią. W bitwie pod Rawenną w roku 1512 Francuzi dowodzeni przez Gastona de Foix pokonali jednak Hiszpanów, osłabiając siły weneckie. W tej sytuacji na arenę wkroczył rzymsko-niemiecki cesarz Maksymilian I oraz król Anglii Henryk VIII, którzy przyłączyli się do Ligi. Powodem uczestnictwa Henryka VIII było małżeństwo z Katarzyną Aragońską, córką króla hiszpańskiego Ferdynanda. Zawierając pakt ze swoim teściem, Henryk liczył na odzyskanie Normandii, Guyenne, Anjou oraz Maine i włączenie ich do lenna angielskiego.
Tymczasem w roku 1512 Ferdynand zdobył w południowych Pirenejach graniczące z Francją królestwo Nawarry. W bitwie pod Novarą w roku 1513 Szwajcarzy odebrali Francuzom Mediolan, po czym wypędzili przeciwnika z Italii. W tej sytuacji Anglicy wraz z Niemcami zaatakowali Francuzów w Pikardii.

## Bitwa
W czerwcu 1513 r. Henryk VIII na czele armii w sile 25 000 – 30 000 ludzi wylądował w Calais i skierował się do Pikardii. W okolicy twierdzy Therouanne armia angielska założyła obóz warowny. Do Anglików dołączył wkrótce Maksymilian I na czele niewielkiego oddziału. Obaj monarchowie spotkali się w dniu 12 sierpnia 1513 r. Po stronie francuskiej stało 7000 ludzi stacjonujących w okolicy Blangny-sur-Ternoise. Po krótkim marszu Anglicy podeszli pod twierdzę Therouanne, bronioną zaciekle przez niewielki garnizon, któremu groziło wyczerpanie się zapasów żywności. Wówczas to król francuski Ludwik XII nakazał swojemu dowódcy Sire de Piennesowi zaopatrzenie twierdzy. Strategia Francuzów zakładała wplątanie w walkę jak największej liczby oblegających, a następnie wysłanie niewielkiego oddziału zaopatrzeniowego do twierdzy.
Na czele oddziału 1400 francuskich żołnierzy uzbrojonych w lance stali Sire de Palice, Bayard, Ludwik I książę de Longueville oraz Sire de Piennes. 16 sierpnia siły te wkroczyły do Guinegate, zamierzając przeprowadzić pozorowany atak na obóz angielski. Równocześnie 800 żołnierzy lekkiej kawalerii miało zadanie ataku na oblegających z innego kierunku oraz przerzucenie amunicji oraz zaopatrzenia do twierdzy. Zadanie to kawalerzyści wykonali z sukcesem.
Równocześnie na polach koło wioski Guinegate doszło do bitwy. Nadchodzące wojska Francuzów starły się z kawalerią Henryka VIII, wpadając w pułapkę zastawioną przez Maksymiliana I, którego wojska uderzyły na Francuzów. Dodatkowo po obu flankach sprzymierzeni rozmieścili siły angielskich łuczników.
Po krótkiej nierównej walce, Francuzi rozpoczęli odwrót. Podczas odwrotu do obozu, Francuzi utracili szyk bitewny, rozpraszając się nieco pod naciskiem piechoty i artylerii angielskiej. Zaatakowane wojska francuskie wpadły w panikę, rozbiegając się we wszystkich kierunkach. Do ucieczki rycerze używali ostróg, bardziej przydatnych w tej sytuacji niż miecze (dzięki temu bitwa nazywana jest "drugą bitwą o ostrogi"). Dowódcy francuscy starali się co prawda powstrzymać ucieczkę swoich żołnierzy, podczas tej próby dostali się jednak do niewoli angielskiej. Bayard, słynny francuski dowódca został później zwolniony bez okupu. Pozostałych jeńców zawieziono do Londynu.
Po rozbiciu sił przeciwnika w polu, cesarz Maksymilian zamierzał wykorzystać panikę w jego szeregach do ataku na obóz. Jednak zarówno Henryk VIII, jak i jego lordowie nie wyrazili zgody na pościg, zamierzając kontynuować oblężenie Therouannes. 24 sierpnia obaj władcy triumfalnie wkroczyli do miasta. Żołnierze garnizonu mogli swobodnie odejść z twierdzy wraz z całą bronią. Po opuszczeniu miasta także przez mieszkańców, zostało ono spalone.
Po zdobyciu twierdzy Anglicy rozpoczęli oblężenie Tournai, jednego z najbardziej znaczących miast francuskich, które skapitulowało 24 września. Podobnie i tutaj obrońcy mogli odejść swobodnie z całą bronią. Następnie założywszy silny garnizon wojskowy w pobliżu miasta, król i jego armia powrócili do Anglii.

## Po bitwie
Osłabienie Francji (śmierć szkockiego króla Jakuba IV pod Flodden Field) zmusiło Ludwika XII do zawarcia pokoju z papieżem, Anglią i Hiszpanią w roku 1514. Pomimo chęci kontynuowania wojny (śmierć papieża Juliusza II) Ludwik XII uległ w końcu aliantom i ich żądaniom pokojowym.